# بوتس مالوري
بوتس مالوري (بالإنجليزية: Boots Mallory)‏ هي راقصة وعارضة وممثلة أمريكية، ولدت في 22 أكتوبر 1913 في نيو أورلينز في الولايات المتحدة، وتوفيت في 1 ديسمبر 1958 في سانتا مونيكا في الولايات المتحدة.

## وصلات خارجية
- بوتس مالوري على موقع IMDb (الإنجليزية)
- بوتس مالوري على موقع ألو سيني (الفرنسية)
- بوتس مالوري على موقع أول موفي (الإنجليزية)
- بوتس مالوري على موقع قاعدة بيانات برودواي على الإنترنت (الإنجليزية)
- بوتس مالوري على موقع قاعدة بيانات الأفلام السويدية (السويدية)
- بوتس مالوري على موقع قاعدة بيانات الفيلم (الإنجليزية)
- بوتس مالوري على موقع كينوبويسك (الروسية)